# Cephalothrix lineata
Cephalothrix lineata är en djurart som tillhör fylumet slemmaskar, och som beskrevs av Jean Louis René Antoine Édouard Claparède 1862. Cephalothrix lineata ingår i släktet Cephalothrix och familjen Cephalothricidae. Inga underarter finns listade i Catalogue of Life.